# Marija Banušić
Marija Banušić (Upsala, Suecia; 17 de septiembre de 1995) es una futbolista sueca de origen croata. Juega como delantera en el Napoli Femminile de la Serie A de Italia. Jugó en los clubes Linköpings FC, Eskilstuna United DFF y Kristianstads DFF de la Damallsvenskan, pasó una temporada en Inglaterra con el Chelsea de la FA WSL y dos temporadas en Francia con el Montpellier. Debutó con la selección de Suecia en noviembre de 2014. Anteriormente había usado el nombre de Maredinho en su camiseta, un apodo que le dio su padre en homenaje al futbolista Ronaldinho.

## Estadísticas

### Clubes
| Club                    | País       | Año             |
| ----------------------- | ---------- | --------------- |
| Gamla Upsala SK         | Suecia     | 2011            |
| IK Sirius               | Suecia     | 2012            |
| Kristianstads DFF       | Suecia     | 2013 - 2014     |
| Chelsea                 | Inglaterra | 2015            |
| Eskilstuna United DFF   | Suecia     | 2016            |
| Linköpings FC           | Suecia     | 2017 - 2018     |
| Beijing BG Phoenix F.C. | China      | 2018 - 2019     |
| Montpellier             | Francia    | 2019 - 2021     |
| Roma                    | Italia     | 2021            |
| Pomigliano              | Italia     | 2021 - 2022     |
| Parma                   | Italia     | 2022 - 2023     |
| Napoli                  | Italia     | 2023 - presente |

## Palmarés

### Títulos nacionales
| Título         | Club          | País   | Año     |
| -------------- | ------------- | ------ | ------- |
| Damallsvenskan | Linköpings FC | Suecia | 2017    |
| Copa Italia    | Roma          | Italia | 2020-21 |